# Panic Restaurant
Panic Restaurant, ou Wanpaku Kokkun no Gourmet World (わんぱくコックンのグルメワールド) au Japon, est un jeu vidéo de plates-formes développé par EIM et édité par Taito en 1992 sur la console Nintendo.